# Krasová
Krasová (deutsch Rogendorf) ist eine Gemeinde in Tschechien. Sie befindet sich 22 Kilometer nordöstlich des Stadtzentrums von Brno und gehört zum Okres Blansko.

## Geographie

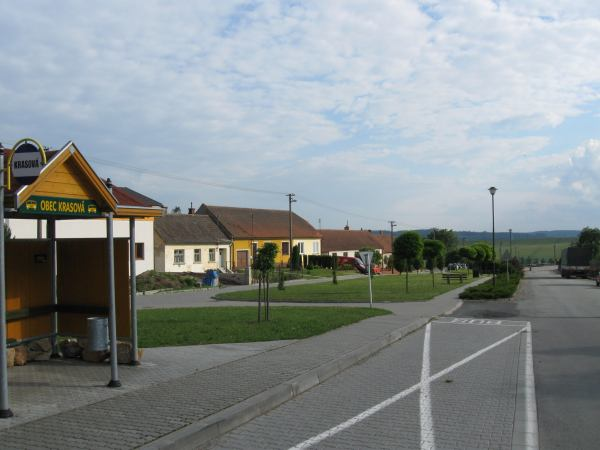
Krasová

Krasová befindet sich auf einer Hochfläche im Mährischen Karst. Nördlich liegt das Tal Krasovké údolí, nordwestlich die Höhle Balcarka und das Trockental Suchý žleb.
Nachbarorte sind Ostrov u Macochy im Norden, Lipovec im Nordosten, Krásensko im Osten, Kotvrdovice im Südosten, Jedovnice im Süden, Harbechy im Südwesten sowie Vilémovice im Westen.

## Geschichte
Rogendorf wurde 1717 durch den Besitzer der Herrschaft Raitz, Karl Ludwig von Rogendorf und Mollenburg (1682–1744) gegründet. Die Bewohner des Dorfes, dessen Schreibweise sich später in Rojendorf und Rogendorf änderte, lebten von der Landwirtschaft.
1763 erwarb Anton Josef Altgraf von Salm-Reifferscheidt die Herrschaft Raitz von den Erben Caroline von Roggendorf, geborene Pálffy-Erdöd, der Witwe Karl Ludwigs. 1834 bestand Rogendorf aus 35 Häusern, in denen 219 Menschen lebten. Zwanzig Jahre später hatte das Dorf 258 Einwohner.
Im Zuge der Errichtung des deutschen Truppenübungsplatzes Wischau gehörte Rogendorf zu den 33 dafür zu räumenden Orte. Die Räumung des zur 3. Etappe gehörigen Dorfes erfolgte bis zum 30. Juni 1944. Nach dem Ende des Zweiten Weltkrieges wurde der Ort wieder besiedelt. Am 11. August 1946 erfolgte die feierliche Umbenennung in Krasová.

## Ortsgliederung
Für die Gemeinde Krasová sind keine Ortsteile ausgewiesen.